# Недерленд (Колорадо)
Недерленд (англ. Nederland) — місто (англ. town) в США, в окрузі Боулдер штату Колорадо. Населення — 1471 особа (2020).

## Географія
Недерленд розташований за координатами 39°57′48″ пн. ш. 105°30′25″ зх. д. / 39.96333° пн. ш. 105.50694° зх. д. (39.963220, -105.506857).  За даними Бюро перепису населення США в 2010 році місто мало площу 4,10 км², з яких 3,92 км² — суходіл та 0,18 км² — водойми.

### Клімат
| Клімат : Недерленд      | Клімат : Недерленд | Клімат : Недерленд | Клімат : Недерленд | Клімат : Недерленд | Клімат : Недерленд | Клімат : Недерленд | Клімат : Недерленд | Клімат : Недерленд | Клімат : Недерленд | Клімат : Недерленд | Клімат : Недерленд | Клімат : Недерленд | Клімат : Недерленд |
| Показник                | Січ.               | Лют.               | Бер.               | Квіт.              | Трав.              | Черв.              | Лип.               | Серп.              | Вер.               | Жовт.              | Лист.              | Груд.              | Рік                |
| Абсолютний максимум, °C | 18,3               | 16,1               | 18,3               | 21,7               | 25,6               | 30,0               | 30,6               | 31,7               | 27,8               | 26,1               | 21,1               | 17,8               | 31,7               |
| Середній максимум, °C   | 1,6                | 3,2                | 5,4                | 9,6                | 14,2               | 20,6               | 24,0               | 22,9               | 18,5               | 12,9               | 6,2                | 2,8                | 11,8               |
| Середній мінімум, °C    | −12,1              | −10,6              | −8,5               | −5,2               | −1,5               | 2,8                | 5,9                | 5,1                | 1,0                | −3,7               | −8,1               | −10,8              | −3,8               |
| Абсолютний мінімум, °C  | −34,4              | −34,4              | −34,4              | −23,3              | −14,4              | −10                | −2,8               | −7,2               | −16,1              | −18,9              | −31,7              | −36,7              | −36,7              |
| Норма опадів, мм        | 13                 | 15                 | 33                 | 56                 | 69                 | 43                 | 61                 | 51                 | 43                 | 25                 | 28                 | 18                 | 455                |
| Днів з опадами          | 6                  | 5                  | 7                  | 8                  | 11                 | 8                  | 14                 | 12                 | 8                  | 6                  | 7                  | 5                  | 97,0               |
| ----------------------- | ------------------ | ------------------ | ------------------ | ------------------ | ------------------ | ------------------ | ------------------ | ------------------ | ------------------ | ------------------ | ------------------ | ------------------ | ------------------ |
| Джерело: Weatherbase    |                    |                    |                    |                    |                    |                    |                    |                    |                    |                    |                    |                    |                    |

## Демографія
Згідно з переписом 2010 року, у місті мешкало 1445 осіб у 657 домогосподарствах у складі 349 родин. Густота населення становила 353 особи/км².  Було 749 помешкань (183/км²).
Расовий склад населення:
| - 95,5 % — білих - 0,8 % — азіатів - 0,7 % — корінних американців - 0,4 % — чорних або афроамериканців |

До двох чи більше рас належало 1,7 %. Частка іспаномовних становила 4,1 % від усіх жителів.
За віковим діапазоном населення розподілялося таким чином: 19,8 % — особи молодші 18 років, 74,3 % — особи у віці 18—64 років, 5,9 % — особи у віці 65 років та старші. Медіана віку мешканця становила 39,5 року. На 100 осіб жіночої статі у місті припадало 107,6 чоловіків;  на 100 жінок у віці від 18 років та старших — 112,7 чоловіків також старших 18 років.
Середній дохід на одне домашнє господарство  становив 78 804 долари США (медіана — 60 000), а середній дохід на одну сім'ю — 99 196 доларів (медіана — 90 625). Медіана доходів становила 46 806 доларів для чоловіків та 49 107 доларів для жінок. За межею бідності перебувало 17,8 % осіб, у тому числі 24,3 % дітей у віці до 18 років та 8,3 % осіб у віці 65 років та старших.
Цивільне працевлаштоване населення становило 905 осіб. Основні галузі зайнятості: освіта, охорона здоров'я та соціальна допомога — 24,9 %, мистецтво, розваги та відпочинок — 15,7 %, науковці, спеціалісти, менеджери — 14,4 %.